# Chiến dịch Bobruysk
Chiến dịch Bobruysk là một trong ba chiến dịch mở màn cho các hoạt động tấn công lớn nhất năm 1944 của Quân đội Liên Xô trên chiến trường Byelorussia, diễn ra từ ngày 23 tháng 6 đến ngày 29 tháng 6 năm 1944, đúng ba năm sau ngày phát xít Đức tấn công Liên Xô. Chiến dịch diễn ra trên hướng Zhlobin-Bobruysk-Slutsk, một trong hai hướng đột kích chủ công của các phương diện quân Liên Xô tại mặt trận Byelorussia. Chỉ sau một tuần giao chiến, 4 tập đoàn quân cánh phải của Phương diện quân Byelorussia 1 và 3 quân đoàn xe tăng, kỵ binh-cơ giới tăng cường đã đánh bại Tập đoàn quân 9 (Đức); bao vây và tiêu diệt một cụm lớn quân Đức tại "cái chảo" Bobruysk, xóa sổ 7 trong 10 sư đoàn của Tập đoàn quân 9 (Đức), bắt sống 23.000 tù binh.
Chiến thắng tại khu vực Bobruysk đã tạo ra một bàn đạp thuận lợi và rộng lớn để Phương diện quân Byelorussia 1 tấn công đến Minsk và Baranovichi, phối hợp với các Phương diện Byelorussia 2 và Byelorussia 3 hình thành một "cái chảo" khổng lồ ở khu vực phía Đông Minsk, bao vây, tiêu diệt và bắt làm tù binh hơn 100.000 sĩ quan và binh lính Đức Quốc xã thuộc Tập đoàn quân 4 và tàn quân của các tập đoàn quân 9 và xe tăng 3 (Đức); hoàn thành giai đoạn đột phá mặt trận, giai đoạn quan trọng nhất trong toàn bộ Chiến dịch Bagration.

## Tình huống mặt trận
Sau Chiến dịch Gomel-Rechitsa (Recyca), các tập đoàn quân 28 và 65 của Phương diện quân Byelorussia 1 đã tạo được một "cửa mở" rất thuận lợi ở khu vực Ozarrichi (???). Từ khu vực này, quân đội Liên Xô có thể tấn công lên phía Bắc dọc theo hành lang giữa hai con sông Ptichi và Berezina mà không gặp phải chướng ngại sông nước cản đường. Tuy nhiên, do binh lực và phương tiện dự bị của Đại bản doanh Bộ Tổng tư lệnh quân đội Liên Xô đang dồn vào các trận đánh vượt sông Dniepr và Chiến dịch tấn công hữu ngạn Dniepr để giải quyết dứt điểm chiến trường Ukraina nên Phương diện quân Byelorussia 1 và các phương diện quân trên hướng Tây mặt trận Xô-Đức phải tổ chức phòng ngự tích cực trong suốt nửa đầu năm 1944. Trong khoảng thời gian đó, các tập đoàn quân cánh phải của phương diện quân đã tổ chức nhiều trận đánh cục bộ nhưng chưa thể đột phá được tuyến phòng thủ của Tập đoàn quân 9 (Đức).
Từ ngày 21 đến ngày 26 tháng 2 năm 1944, Tập đoàn quân 3 (Liên Xô) do tướng A. V. Gorbatov chỉ huy bên cánh phải của Phương diện quân Byelorussia 1 đã mở Chiến dịch Rogachev-Zhlobin. Sau năm ngày tấn công vượt sông Dniepr và chống trả các đòn phản kích ác liệt của các sư đoàn xe tăng 5, 20 và một phần sư đoàn xe tăng 4 (Đức), Tập đoàn quân 3 đã chiếm lĩnh và giữ vững khu vực đầu cầu Toshitsa rộng gần 60 km, sâu từ 5 đến 30 km bên hữu ngạn sông Dniepr, đoạn từ Novo Bykhov (Nowy Bychow) qua Rogachev (Rahachow) đến phía Đông Zhlobin (Zlobin), áp sát sông Drut, làm gián doạn con đường sắt từ Mogilev đi Zhlobin. Đây là một căn cứ bàn đạp rất có giá trị về quân sự và trở thành một trong hai khu vực xuất phát tấn công rất thuận lợi của Phương diện quân Byelorussia 1 trong Chiến dịch Bobruysk.

## Binh lực và kế hoạch

### Quân đội Liên Xô

#### Binh lực
Cánh phải của Phương diện quân Byelorussia 1 do đại tướng Konstantin Konstantinovich Rokossovsky làm tư lệnh, thượng tướng M. S. Malinin làm tham mưu trưởng. Thành phần tham gia chiến dịch gồm có:
- Tập đoàn quân 3 do trung tướng A. V. Gorbatov chỉ huy. Trong biên chế có:
  - Bộ binh: 10 sư đoàn
  - Pháo binh: 2 lữ đoàn và 4 trung đoàn
  - Katyusha: 1 trung đoàn
  - Súng cối: 3 trung đoàn.
  - Pháo phòng không: 1 sư đoàn và 1 trung đoàn.
  - Xe tăng: 5 trung đoàn
  - Pháo tự hành: 1 lữ đoàn và 6 trung đoàn
- Tập đoàn quân 28 do trung tướng A. A. Luchinsky chỉ huy. Trong biên chế có:
  - Bộ binh: 9 sư đoàn.
  - Pháo binh: 1 lữ đoàn và 2 trung đoàn
  - Katyusha: 1 lữ đoàn
  - Súng cối: 1 lữ đoàn và 2 trung đoàn
  - Pháo phòng không: 1 sư đoàn và 1 trung đoàn
  - Xe tăng: 4 trung đoàn
  - Pháo tự hành: 4 trung đoàn
- Tập đoàn quân 48 do trung tướng P. L Romanenko chỉ huy. Trong biên chế có:
  - Bộ binh: 8 sư đoàn
  - Pháo binh: 1 sư đoàn, 1 lữ đoàn và 1 trung đoàn
  - Súng cối: 1 trung đoàn.
  - Pháo phòng không: 1 sư đoàn và 1 trung đoàn
  - Xe tăng: 2 trung đoàn.
  - Pháo tự hành: 4 trung đoàn
- Tập đoàn quân 65 do thượng tướng P. I. Batov chỉ huy. Trong biên chế có:
  - Bộ binh: 8 sư đoàn và 1 lữ đoàn
  - Pháo binh: 1 sư đoàn, 2 lữ đoàn và 1 trung đoàn.
  - Súng cối: 2 trung đoàn.
  - Pháo phòng không: 1 sư đoàn và 1 trung đoàn.
  - Xe tăng: 1 trung đoàn.
  - Pháo tự hành: 4 trung đoàn.
- Cụm kỵ binh cơ giới do trung tướng I. A. Pliyev chỉ huy. Trong biên chế có:
  - Kỵ binh: 9 sư đoàn:
  - Pháo binh: 3 trung đoàn và 2 tiểu đoàn
  - Súng cối: 5 trung đoàn.
  - Pháo phòng không: 3 trung đoàn
  - Xe tăng: 7 trung đoàn.
  - Pháo tự hành: 3 trung đoàn
- Quân đoàn xe tăng cận vệ 1 do thiếu tướng N. F. Panov chỉ huy. Trong biên chế có:
  - Xe tăng: 3 lữ đoàn
  - Cơ giới: 1 lữ đoàn.
  - Pháo tự hành: 2 trung đoàn.
  - Súng cối: 1 trung đoàn.
  - Pháo phòng không: 1 trung đoàn
  - Trinh sát cơ giới: 2 tiểu đoàn
- Quân đoàn xe tăng 9 do thiếu tướng B. S. Bakharov chỉ huy. Trong biên chế có:
  - Xe tăng: 3 lữ đoàn.
  - Cơ giới: 1 lữ đoàn.
  - Pháo tự hành: 2 trung đoàn.
  - Súng cối: 1 trung đoàn.
  - Trinh sát cơ giới: 2 tiểu đoàn.
- Tập đoàn quân không quân 16 do thượng tướng S. I. Rudenko chỉ huy. Trong biên chế có:
  - Máy bay tiêm kích: 8 sư đoàn và 1 trung đoàn.
  - Máy bay cường kích: 5 sư đoàn.
  - Máy bay ném bom: 5 sư đoàn
  - Máy bay vận tải, trinh sát, trợ chiến...: 3 trung đoàn
  - Pháo phòng không: 7 trung đoàn.

Chỉ đạo hoạt động của Phương diện quân Byelorussia 2 là Đại diện Đại bản doanh, Nguyên soái G. K. Zhukov.

#### Kế hoạch
Cựu đại tá SS kiêm nhà sử học Paul Karl Schmidt (hay Paul Carell), đã đánh giá tầm quan trọng của thành phố Bobruysk như sau:
| “                    | Bobruysk là một đầu mối giao thông đường sắt và đường bộ quan trọng nằm ngay giữa vùng rừng và đầm lầy xung quanh sông Berezina. | ” |
| — Paul Karl Schmidt, | |   |

Vì vậy, không ngạc nhiên khi thành phố này là điểm trọng tâm trong kế hoạch tác chiến cũng như trong quá trình diễn biến chiến dịch Bobruysk.
Căn cứ vào kinh nghiệm của Chiến dịch Gomel-Rechitsa và lợi thế tạo được do kết quả của Chiến dịch Rogachev-Zhlobin, tướng K. K. Rokossovsky dự kiến mở hai mũi tấn công vào Bobruysk. Cánh phải gồm Tập đoàn quân 3, Tập đoàn quân 48 và Quân đoàn xe tăng 9 sẽ từ khu vực đầu cầu Toshitsa - Rogachev tấn công trực diện vào Bobruysk dọc theo đường bộ và đường sắt từ Rogachev và Zhlobin đi Bobruysk. Trong khi quân Đức lo đối phó với đòn tấn công trực diện đó thì cánh trái gồm Tập đoàn quân 28, Tập đoàn quân 65 và cụm kỵ binh cơ giới của tướng I. A. Pliev sẽ đánh một đòn vu hồi sâu lên phía Tây Bắc Bobruysk, đến ngã tư đầu mối đường sắt Osipovichi (Asipovichy), cắt đứt giao thông giữa Minsk với Bobruysk, giữa Bobruysk với Mogilev ở phía Bắc, với Slusk ở phía Tây và với Luninets ở phía Tây Nam. Cũng như trong chiến dịch Gomel-Rechitsa, tướng K. K. Rokossovsky hy vọng mũi tấn công của các tập đoàn quân 28, 65 và Cụm kỵ binh cơ giới trên hành lang giữa hai con sông Berezina và Ptichi sẽ loại bỏ được toàn bộ tuyến phòng thủ thứ hai của quân Đức dọc theo sông Berezina. Đòn vu hồi này cũng có nhiệm vụ bao vây cụm quân chủ lực của Tập đoàn quân 9 (Đức) gồm Quân đoàn xe tăng 41 và Quân đoàn bộ binh 35 đóng trên hai bờ sông Berezina.
Trong quá trình tấn công, Cụm kỵ binh cơ giới của tướng I. A. Pliyev phải mở rộng phạm vi tấn công sang phía Tây để che chắn cho sườn trái của cánh quân chủ lực khi thực hiện các đòn đánh vu hồi. Hai tập đoàn quân 28 và 65 phải thực hiện một vòng vây kép phía Tây Bắc Bobruysk, ngăn chặn tất cả các đòn phản kích của quân Đức từ hướng Minsk xuống và các cuộc phá vây từ Bobruysk ra. Về sườn phải của Tập đoàn quân 3 thì tướng Rokossovsky không lo lắng nhiều vì theo kế hoạch hiệp đồng tác chiến chiến dịch, Tập đoàn quân 50 của Phương diện quân Byelorussia 2 trên hướng Chausy (Chavusy) - Bykhov sẽ đồng thời mở cuộc tấn công sang Klichev (Klichaw) và mối đe dọa của Quân đoàn bộ binh 12 (Đức) từ phía Bắc đối với sườn phải Tập đoàn quân 3 sẽ bị chế ngự. K. K. Rokossovsky giữ Quân đoàn xe tăng 1 làm thê đội dự bị với hai nhiệm vụ: tiêu diệt quân Đức trong vòng vây ở Bobruysk và phát huy chiến quả sau chiến dịch lên hướng Minsk.
Trong quá trình xây dựng kế hoạch chiến dịch, tướng A. V. Gorbatov đề nghị chuyển dịch mũi tấn công của Quân đoàn xe tăng 9 lên phía Bắc khoảng từ 25 đến 30 km. Mặc dù phải vượt qua rừng và một số đồng lầy trên khu vực Dobysno nhưng xe tăng sẽ không phải vượt sông trong hành tiến và tấn công. Đồng thời đây lại là nơi tuyến phòng thủ mỏng yếu hơn của quân Đức do chỉ có Trung đoàn 445 (Sư đoàn bộ binh 134) đóng giữ. Ý kiến này ban đầu bị tướng K. K. Rokossovsky kịch liệt phản đối vì nó tạo ra nguy cơ Quân đoàn xe tăng 9 không gắn kết được với Quân đoàn bộ binh 41 (Tập đoàn quân 3) do giãn cách rộng ra. Và như vậy, cánh phải của Tập đoàn quân 3 cũng sẽ phải dịch chuyển theo. Tuy nhiên, trong ngày đầu chiến dịch, do tốc độ tấn công rất chậm khi quân đội Liên Xô phải công phá các công sự dày đặc của Quân đoàn xe tăng 41 (Đức) trên tuyến phòng thủ từ Kostyakovo đến Novo Kolosy, ý kiến của tướng A. V. Gorbatov đã được chứng minh là đúng và trên hướng tấn công mới, Tập đoàn quân 43 và Quân đoàn xe tăng 9 đã phát huy được sức mạnh đột kích của nó.
Về kế hoạch tấn công trong chiến dịch Bobruysk, giữa K. K. Rokosovsky và I. V. Stalin có sự bất đồng. I. V. Stalin lo ngại rằng kế hoạch tấn công của K. K. Rokossovsky quá táo bạo vì Phương diện quân Byelorussia 1 có một trận tuyến dài đến trên 900 km từ Selets-Kholopeyev qua Zhlobin và Kapatkyevichi, xuyên qua đầm lầy Polesya và kết thúc ở phía Nam Koven. Vì vậy, có lúc I. V. Stalin đã bàn đến việc chia Phương diện quân Byelorussia 1 làm hai. Ông cho rằng việc chỉ huy một phương diện quân chiến đấu trên hai mặt trận cách xa nhau hơn 900 km là không thể. Tuy nhiên K. K. Rokossovsky, vẫn kiên trì bảo vệ quan điểm của mình. Ông chứng minh rằng dù trên hai hướng khác nhau với mặt trận kéo dài nhưng nó lại là lợi thế rất quan trọng của phương diện quân này, cho phép thực hiện những đòn vu hồi sâu và các cuộc bao vây lớn tại phía Tây Minsk trong giai đoạn sau, giai đoạn phát huy chiến quả của chiến dịch. Trong hồi ký của mình, K. K. Rokossovsky đã đề cập đến vấn đề này như sau:
| “                   | Ngay khi tôi đang trình bày dự kiến của mình thì một rắc rối lớn đã xảy ra tại phương diện quân của P. A. Kurochkin (Phương diện quân Byelorussia 2 cũ). Ngày 15 tháng 5 năm 1944, quân Đức tổ chức tấn công chiếm lại Koven. Tôi chứng minh cho Stalin rằng nếu tổ chức tấn công đồng thời cả trên hai hướng Kovel và Bobruysk, quân Đức sẽ bị sa vào đầm lầy Polesya và sẽ bị bao vây tiêu diệt tại đó. Muốn vậy, cần phải có một giang đoàn mạnh hoạt động dọc sông Pripiat. Stalin nói ông đồng ý việc hợp nhất hai phương diện quân (Byelorussia 1 và Byelorussia 2 cũ) đồng thời hứa sẽ cùng với Bộ Tổng tham mưu xem xét đề nghị của tôi. | ” |
| — K. K. Rokossovsky | |   |

Trong buổi tranh luận, I. V. Stalin đã ba lần yêu cầu K. K. Rokossovsky "trở về và suy nghĩ lại", tuy nhiên cả ba lần Rokossovsky đều trả lời "Hai mũi đột phá, đồng chí Stalin, hai mũi đột phá." Sau lần thứ 3, I. V. Stalin đến bên cạnh K. K. Rokossovsky và đặt tay lên vai ông. Mọi người cho rằng Stalin sẽ giật đứt quân hàm trên vai của Rokossovsky, nhưng I. V. Stalin bỗng trả lời: "Sự tự tin của đồng chí đã thể hiện đánh giá đúng đắn của đồng chí." và chấp thuận kế hoạch của Rokossovsky.
Paul Karl Schmidt đã nhận xét:
| “                    | Không phải là không có một vài lời nhận xét châm biếm của Stalin về sự ương ngạnh của các tướng lĩnh của ông và mối nguy cơ đó không thể là ngụy tạo khi chính ông lại là người đảm nhận trách nhiệm cao nhất. Và về sau, Rokossovsky vẫn được phép tổ chức tấn công theo kế hoạch của riêng mình. | ” |
| — Paul Karl Schmidt, | |   |

Căn cứ vào kinh nghiệm Chiến dịch Stalingrad, K. K. Rokossovsky còn cho rằng không nên bao vây những lực lượng nhỏ quân Đức tại các bên sườn mà cần đánh thốc ngay đến Minsk để hợp vây một lực lượng quân Đức lớn hơn. Rất tiếc vì Đại bản doanh Liên Xô không đủ lực lượng dự bị cho kế hoạch ấy và thiếu các phương tiện tác chiến đường thủy ý đồ một cuộc hợp vây đẹp từ hướng Kovel đánh ngược vào phía Tây Minsk không thể thực hiện được. Tuy nhiên, Bộ Tổng tham mưu Liên Xô vẫn coi chiến dịch trên hướng Kovel là một phần quan trọng của giai đoạn sau, khi quân đội Liên Xô đã giải phóng Minsk. Và chính mũi tấn công đó đã làm nên thành công của giai đoạn 3 Chiến dịch Bagration
Nguyên soái G. K. Zhukov có lời nhận xét khác hơn về những gì xảy ra trong buổi tranh luận về kế hoạch tấn công của K. K. Rokossovsky:
| “               | Ở một vài giới quân sự có lời đồn đại về "hai mũi đột kích chủ yếu" trên hướng Byelorussia bằng lực lượng của Phương diện quân Byelorussia 1, và tựa như K. K. Rokossovsky đã giữ quan điểm này khi làm việc với Tổng tư lệnh tối cao. Điều đó là không có căn cứ. Cả hai mũi đột kích do phương diện quân đề ra đã được I. V. Stalin sơ bộ phê chuẩn từ ngày 20 tháng 5 theo dự án của Bộ Tổng tham mưu, tức là trước ngày tư lệnh Phương diện quân Byelorussia 1 đến Đại bản doanh. Phát biểu ở đây cũng không thừa rằng, trong lý luận quân đội Xô-viết không khi nào quy định một phương diện quân được mở hai mũi đột kích chủ yếu và nếu như cả hai mũi đột kích tương đương với nhau cả về lực lượng và ý nghĩa, thì thường gọi là "những mũi đột kích mạnh" hoặc "những cụm đột kích". Tôi nhấn mạnh chỗ này để khỏi có sự lầm lẫn trong thuật ngữ chiến dịch - chiến lược. | ” |
| — G. K. Zhukov, | |   |

### Quân đội Đức Quốc xã

#### Binh lực
Cánh Nam của Cụm Tập đoàn quân Trung tâm do thống chế Ernst Busch, từ ngày 27 tháng 6 do thống chế Walter Model chỉ huy. Trên địa bàn tác chiến có Tập đoàn quân 9 do trung tướng bộ binh Hans Jordan, đến ngày 27 tháng 6 là trung tướng xe tăng Nikolaus von Vormann chỉ huy. Biên chế gồm có:
- Quân đoàn bộ binh 35 của Friedrich Wiese (đến ngày 25-6-1944) và thiếu tướng Kurt-Jürgen Freiherr von Lützow, thành phần gồm 6 trung đoàn bộ binh xung kích, 6 trung đoàn bộ binh, 5 trung đoàn pháo, 4 tiểu đoàn chống tăng, 1 tiểu đoàn cơ giới, 4 tiểu đoàn súng cối. Bố trí như sau:
  - Sư đoàn bộ binh 6 của tướng Walter Heyne đóng tại Zhlobin.
  - Sư đoàn bộ binh 45 của tướng Joachim Engel đóng tại Parichi.
  - Sư đoàn bộ binh 296 của tướng Arthur Kullmer đóng tại Bobruisk.
  - Sư đoàn bộ binh 383 của tướng Edmund Hoffmeister đóng ở Karpilovka.
- Quân đoàn xe tăng 41 của thiếu tướng Edmund Hoffmeister, thành phần gồm 3 trung đoàn xe tăng, 2 trung đoàn và 2 tiểu đoàn cơ giới, 1 trung đoàn pháo tự hành, 1 cụm tác chiến sư đoàn, 3 trung đoàn pháo xe kéo, 1 trung đoàn và 2 tiểu đoàn chống tăng, 1 trung đoàn phòng không., 2 tiểu đoàn súng cối. Bố trí như sau:
  - Sư đoàn xe tăng 20 của tướng Mortimer von Kessel đóng ở Bobruisk.
  - Sư đoàn bộ binh 134 của tướng Ernst Karl Julius Philipp đóng ở khu vực Klichev.
  - Sư đoàn cơ giới 36 của tướng Alexander Conrady đóng ở khu vực Glussk.
- Quân đoàn bộ binh 55 của thiếu tướng Friedrich Herrlein, thành phần gồm 7 trung đoàn bộ binh, 1 cụm tác chiến sư đoàn, 3 trung đoàn pháo, 2 tiểu đoán pháo chống tăng, 2 tiểu đoàn cơ giới, 2 tiểu đoàn súng cối. Bố trí như sau:
  - Sư đoàn bộ binh 102 của thiếu tướng Werner von Bercken đóng ở Koptsevichi.
  - Sư đoàn bộ binh 292 của thiếu tướng Johannes Gittner đóng ở David-Gorodok.
  - Sư đoàn bộ binh 707 của chuẩn tướng Gustav Gihr đóng tại Zhidkovichi.
- Các lực lượng trực thuộc tư lệnh tập đoàn quân:
  - Cụm quân bảo vệ hậu phương 532 của trung tướng Friedrich Gustav Bernhard, gồm có:
    - Sư đoàn an ninh 391, Trung đoàn an ninh 102, các tiểu đoàn cảnh vệ quốc gia 234, 350; Tiểu đoàn an ninh giao thông 239
    - Các trung đoàn lính Cossak 57 và 67.
    - Các tiểu đoàn an ninh người Nga 308, 553 và 675.
    - Các tiểu đoàn bộ binh người Thổ Nhĩ Kỳ 790 và 791.

  - Bộ binh: Các tiểu đoàn xung kích 10, 268; tiểu đoàn quân báo xung kích 4.
  - Pháo binh: Trung đoàn pháo hạng nặng 307 của thiếu tướng Max Lindig
  - Công binh: Các tiểu đoàn cầu 159, 255; các tiểu đoàn công trình 79, 576.
  - Thông tin: Trung đoàn 511
  - Hậu cần: Trung đoàn 531.

Riêng thành phố Bobruysk được tổ chức thành một Fester Platz, có chức năng như một cụm cứ điểm phòng thủ mạnh do chuẩn tướng Adolf Hamann chỉ huy.
Nhìn chung, so với Tập đoàn quân số 4 ở khu vực Mogilev - Minsk, Tập đoàn quân số 9 bao gồm các sư đoàn có chất lượng và sức chiến đấu kém hơn. Điều này có thể là do phán đoán của Bộ Tư lệnh tối cao lục quân Đức cho rằng địa hình phức tạp của khu vực này thuận lợi hơn cho việc phòng thủ.

#### Kế hoạch
Trên thực tế, Tập đoàn quân số 9 đã nhận biết được nguy cơ về một cuộc tấn công lớn quân đội Liên Xô. Các lực lượng tuần tra của sư đoàn bộ binh số 134 (Đức) đã phát hiện mật độ tập trung binh lực lớn của quân đội Liên Xô tại khu vực của Quân đoàn bộ binh cơ giới 35 và Quân đoàn xe tăng 41. Theo đó mỗi trung đoàn của sư đoàn bộ binh số 134 (Đúc) sẽ phải đối mặt với 1 sư đoàn Liên Xô đủ biên chế (7.200 người). Trước tình hình này, tư lệnh Tập đoàn quân số 9, tướng Hans Jordan đã khẩn thiết yêu cầu cho phép được tổ chức rút lui chiến thuật để bảo toàn lực lượng, nhưng tất cả đều bị thống chế Ernst Busch - tư lệnh Cụm Tập đoàn quân Trung tâm - bỏ ngoài tai.
Theo kế hoạch phòng thủ chung của Cụm tập đoàn quân Trung tâm (Đức) tại Byelorussia, Tập đoàn quân 9 (Đức) bố trí phòng ngự trên khu vực phía trước Bobruysk thành hai tuyến. Tuyến ngoài từ Bykhov dọc theo sông Dniepr qua Rogachev, Zhlobin, sau đó rẽ sang phía Tây và kết thúc tại Parichi. Tuyến trong chạy dọc theo sông Berezina từ Parichi kéo lên phía Bắc, qua Bobruysk, Svisloch và nối với tuyến phòng thủ thứ hai của Tập đoàn quân 4 (Đức) tại phía Nam Berezino 20 km. Khu vực lõi của hệ thống phòng ngự này là Bobruysk được giao cho Sư đoàn xe tăng 20 và Sư đoàn bộ binh 298 trấn giữ với nhiệm vụ là lực lượng dự bị chiến dịch, sẵn sàng cơ động chi viện cho các hướng khác. Ngoài ra, quanh khu vực Bobruysk còn có các vị trí phòng thủ tại Bogushevka (???), Glebovka Rudnya (???), Krasnaya Dubrovka (Dubrova), Borubniki (???) do Cụm quân bảo vệ hậu phương 532 (Tập đoàn quân 9) trấn giữ với quân số tương đương 2 sư đoàn. Khu vực từ Parichi đến David Gorodok (Davyd Haradok) dài gấp đôi tuyến từ Bykhov đến Parichi nhưng lại chỉ có Quân đoàn bộ binh 55 có binh lực yếu nhất trong ba quân đoàn của Tập đoàn quân 9 phòng giữ. Các cụm phòng thủ lớn nhất trên hướng này được bố trí tại Parichi, Knyshevichi (???), Godyny (???), Karpilovka (???). Từ Kopatkevichi (Kapatkevicy) trên sông Oressa đến David-Gorodok chỉ có các cứ điểm lẻ trên các thị trấn và các gò đất nhô lên trong vùng rừng và đầm lầy Polesya. Bộ Tư lệnh Tập đoàn quân 9 (Đức) cho rằng quân đội Liên Xô hầu như không thể triển khai tấn công lớn bằng các vũ khí hạng nặng trên khu vực rìa phía Đông vùng đầm lầy Polesya và họ đã phải trả giá cho nhận định không thực tế đó.

## Diễn biến

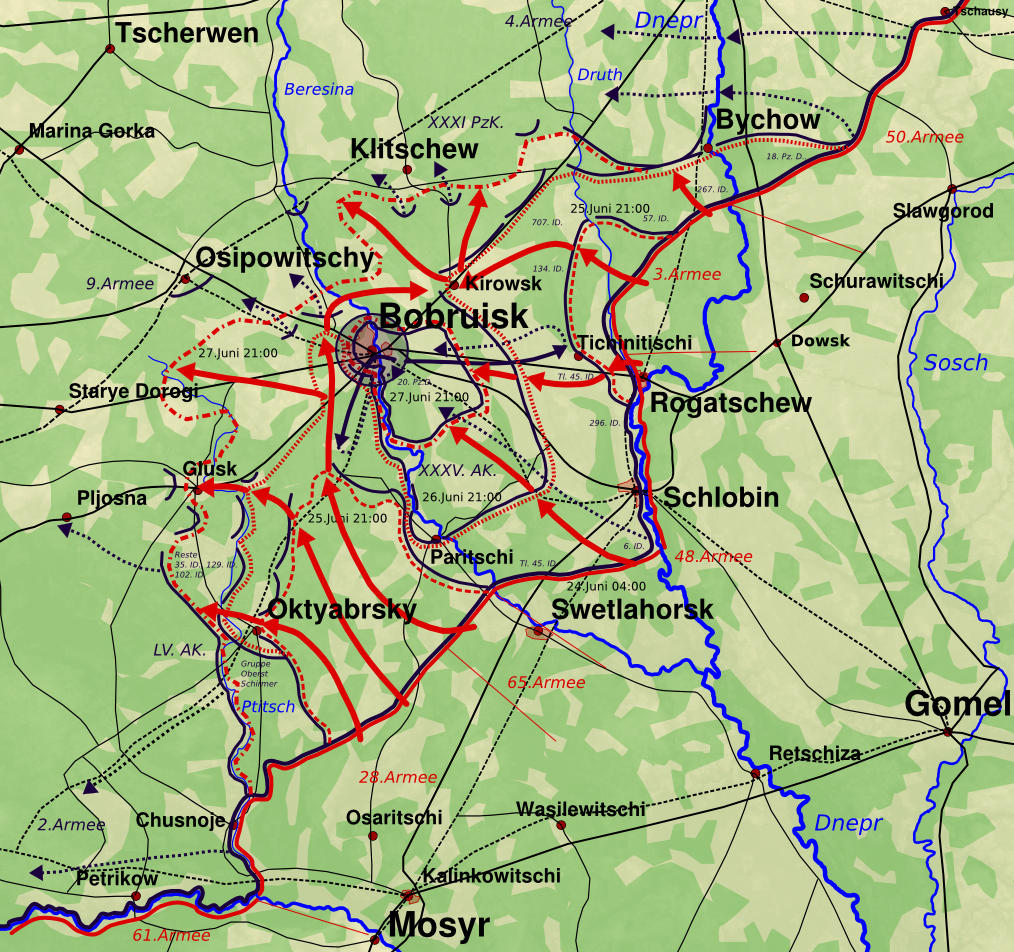
Diễn biến chiến dịch Bobruysk, 24-27 tháng 6 năm 1944.

Ngày 23 tháng 6 năm 1944, trận đánh tại Bobruysk mở màn bằng một trận mưa đạn pháo chụp lên đầu các phòng tuyến quân Đức, tiếp theo đó là các đợt xung phong của các mũi tấn công Xô Viết. Tuy nhiên, trước sự phòng thủ cứng rắn của quân Đức, đợt tấn công không diễn ra như mong muốn. Đại tướng K. K. Rokossovsky lập tức cho hoãn tiến công và tiếp tục tổ chức một trận pháo kích dữ dội vào ngày 24 tháng 7. Hai trận pháo kích đã đánh phá tan tành phòng tuyến của sư đoàn bộ binh số 134 (Đức) ở phía Bắc khu vực này, nơi quân đoàn xe tăng số 9 (Liên Xô) tấn công. Đồng thời, hệ thống cầu đường xuyên qua các đầm lầy được công binh xây dựng và ngụy trang khéo léo đã giúp quân đội Liên Xô tiếp cận các vị trí của quân Đức mà đối phương không hề hay biết. Quân Đức vội vã điều sư đoàn thiết giáp số 20 tới chặn kích nhưng cùng lúc đó, quân đoàn xe tăng cận vệ số 1 đã mở được một đột phá khẩu ở phía Nam Bobruysk và tiến sâu hơn 40 cây số; buộc quân Đức phải điều sư đoàn thiết giáp số 20 vòng xuống phía Nam chặn kích. Bị đánh từ hai hướng, lực lượng chặn kích trở nên lúng túng và cứ chạy vòng vòng từ Bắc xuống Nam và từ Nam lên Bắc suốt hai ngày. Trong khi đó, quân đội Liên Xô tiếp tục tấn công dữ dội và, cuối cùng vào ngày 26 tháng 6, quân đoàn xe tăng số 9 đập vỡ phòng tuyến quân Đức ở Rogachev và đánh chiếm các đầu cầu vượt sông Berezina ở phía Nam Bobruysk, trong khi quân đoàn xe tăng cận vệ số 1 đánh chiếm các đầu cầu bên bờ Tây của sông. Theo sau các mũi xe tăng là lực lượng chính của Tập đoàn quân số 65, 48 và 3. 70.000 quân Đức của các quân đoàn số 34, quân đoàn thiết giáp số 41 và sư đoàn xe tăng số 20 đã bị nhốt vào một "cái chảo" lớn ở Đông Nam Bobruysk.

### Hướng Glusk (Hlusk) - Osipovichi (Asipovichi)
Đại tướng K. K. Rokossovsky đặt nhiều hi vọng vào mũi đột kích vào phía Tây Nam Boboruysk vòng lên Tây Bắc thành phố. Tiến công trên dải hành lang giữa hai con sông Brezina và Ptichi, các tập đoàn quân 28, 65 và Cụm kỵ binh cơ giới của tướng I. A. Pliev không phải vượt qua các con sông lớn. Tuy nhiên đây cũng là hướng mà Tập đoàn quân 9 (Đức) bố trí khá nhiều binh lực. Ngoài Sư đoàn bộ binh 45 đóng ở Parichi và Sư đoàn bộ binh 383 đóng ở Karpilovka trên tuyến đầu, còn có Sư đoàn cơ giới 36 đóng ở khu vực Glusk trên tuyến 2. Bên cánh phải cụm quân này, Sư đoàn bộ binh 102 đóng ở Kopatkevichi cũng có thể kéo sang chi viện. Vì vậy, ông yêu cầu Tập đoàn quân 65 và Tập đoàn quân 28 thu hẹp chính diện tấn công xuống còn 25 và 15 km, đảm bảo cho mật độ pháo binh lên đến 160 nòng súng trên 1 km chính diện, chưa kể hơn 60 dàn Katyusha.
6 giờ sáng 24 tháng 6, các tuyến phòng ngự của quân Đức từ Parichi đến Kopatkevichi phải hứng chịu cuộc pháo kích kéo dài đến 2 giờ liền. Các trung tâm phòng ngự phía trong cũng bị hàng trăm phi vụ ném bom và tấn công mặt đất bằng hỏa tiễn của Tập đoàn quân không quân 16 và Tập đoàn quân không quân chiến lược số 1 (Liên Xô). Đến 11 giờ, Tập đoàn quân 65 đã phá vỡ toàn bộ tuyến phòng thủ đầu tiên của quân Đức và đánh chiếm các cứ điểm Prachi, Gomza (???) và Sekirrichi (???). Bên sườn trái, Tập đoàn quân 28 chỉ cần một buổi sáng để hoàn thành nhiệm vụ đột phá được giao cho họ trong cả ngày, đánh chiếm các vị trí Brodtsam (???), Ospino (???) và Rogy (Roh). Đến cuối buổi sáng 24 tháng 6, cả hai tập đoàn quân 28 và 65 đã mở được một cửa đột phá rộng đến 30 km, sâu từ 5 đến 10 km. Trước những thành công ngoài kế hoạch của hai tập đoàn quân này. Chiều 24 tháng 6, Cụm kỵ binh cơ giới của tướng I. A. Pliev được điều ngay vào khu vực đột phá khẩu để phát huy chiến quả mà không chờ đến ngày hôm sau. Với sức mạnh phối hợp của kỵ binh và xe tăng, cụm quân của tướng I. A. Pliev đã thọc sâu thêm 30 km và đã chạm đến tuyến phòng thủ thứ hai của quân Đức trên khu vực Glusk.
Hai ngày sau đó, Sư đoàn cơ giới 36 (Đức) cùng hai sư đoàn bộ binh ở tuyến đầu rút về cố sức chống trả hai tập đoàn quân Liên Xô trên tuyến sông Ptichi nhưng không thể cản được đà tấn công của đối phương. Ngày 25 tháng 6, Lữ đoàn kỵ binh 1 SS thuộc Sư đoàn an ninh 391 (Đức) có 15 xe tăng yểm hộ tiến hành cuộc phản kích vào Trung đoàn kỵ binh 35 (Liên Xô) tại nhà ga Ptich và làng Bagrimovichi (???). Cuộc phản công này tạo ra mối đe dọa ở hai bên sườn các Trung đoàn kỵ binh 35 và 61 đã tiến ra Glusk. Tướng Kryukov, chỉ huy Quân đoàn kỵ binh cận vệ 2 lệnh cho tướng Pankratov, sư đoàn trưởng Sư đoàn kỵ binh cận vệ 3 điều Trung đoàn kỵ binh 59 và Trung đoàn pháo chống tăng 149 tiếp ứng. Chiều 25 tháng 6, kỵ binh SS và xe tăng Đức bị đánh bật khỏi bờ sông Ptichi, chiếc cầu đường bộ bắc qua sông Prichi ở phía Tây Glusk lọt vào tay quân đội Liên Xô. Ngày 26 tháng 6, Quân đoàn kỵ binh cận vệ 2 (Liên Xô) vượt sông Ptichi, đánh vào sau lưng cánh quân của Quân đoàn xe tăng 41 đã phòng ngự trên khu vực phía Tây sông Berezina. Tuyến phòng ngự của quân Đức một lần nữa bị tan vỡ. Hai quân đoàn kỵ binh Liên Xô đã thọc sâu đến Staro Dorogi (Staryya Darohi), cắt đứt con đường sắt từ Slutsk đi Osipovichi - Bobruysk. Tập đoàn quân 28 và Tập đoàn quân 65 tiến nhanh lên phía Tây Bắc Bobruysk. Ngày 26 tháng 6, họ lần lượt đánh chiếm Glusha rồi thọc lên Osipovichi và Pukhoviuchi (Puchavicy), cắt đứt đường sắt và đường bộ nối Minsk với Bobruysk.
Tin chắc vào kết quả của chiến dịch, ngày 26 tháng 6, tướng K. K. Rokossovsky lệnh cho Quân đoàn xe tăng cận vệ 1 tấn công dọc theo thung lũng sông Berezina lên phía Bắc. Trước sức tấn công của xe tăng Liên Xô, Sư đoàn bộ binh 45 (Đức) phòng thủ ở khu vực Parichi nhanh chóng tan vỡ, một bộ phận tháo chạy về Bobruysk, đại bộ phận bị tiêu diệt hoặc bị bắt làm tù binh. Cánh cửa phía Nam Bobruysk đã được xe tăng Liên Xô chốt giữ. Các đường rút lui của Tập đoàn quân 9 lên phía Bắc và sang phía Tây đã bị khóa chặt. Bên sườn trái của Tập đoàn quân 28, Quân đoàn kỵ binh cận vệ 7 đã đánh chiếm một bàn đạp rộng và sâu bên bờ Tây sông Oressa, khóa chặt con đường độc đạo từ Luninyet (Luninets) đi Bobruysk. Quân đoàn kỵ binh cận vệ 4 đã triển khai dọc sông Oressa từ Glussy (???) đến phía Đông Slutsk, chia cắt Quân đoàn bộ binh 55 (Đức) với chủ lực Tập đoàn quân 9 đang đóng ở khu vực phía Đông sông Oressa và sẵn sàng cho giai đoạn tấn công tiếp theo.

### Hướng Rogachev - Svisloch

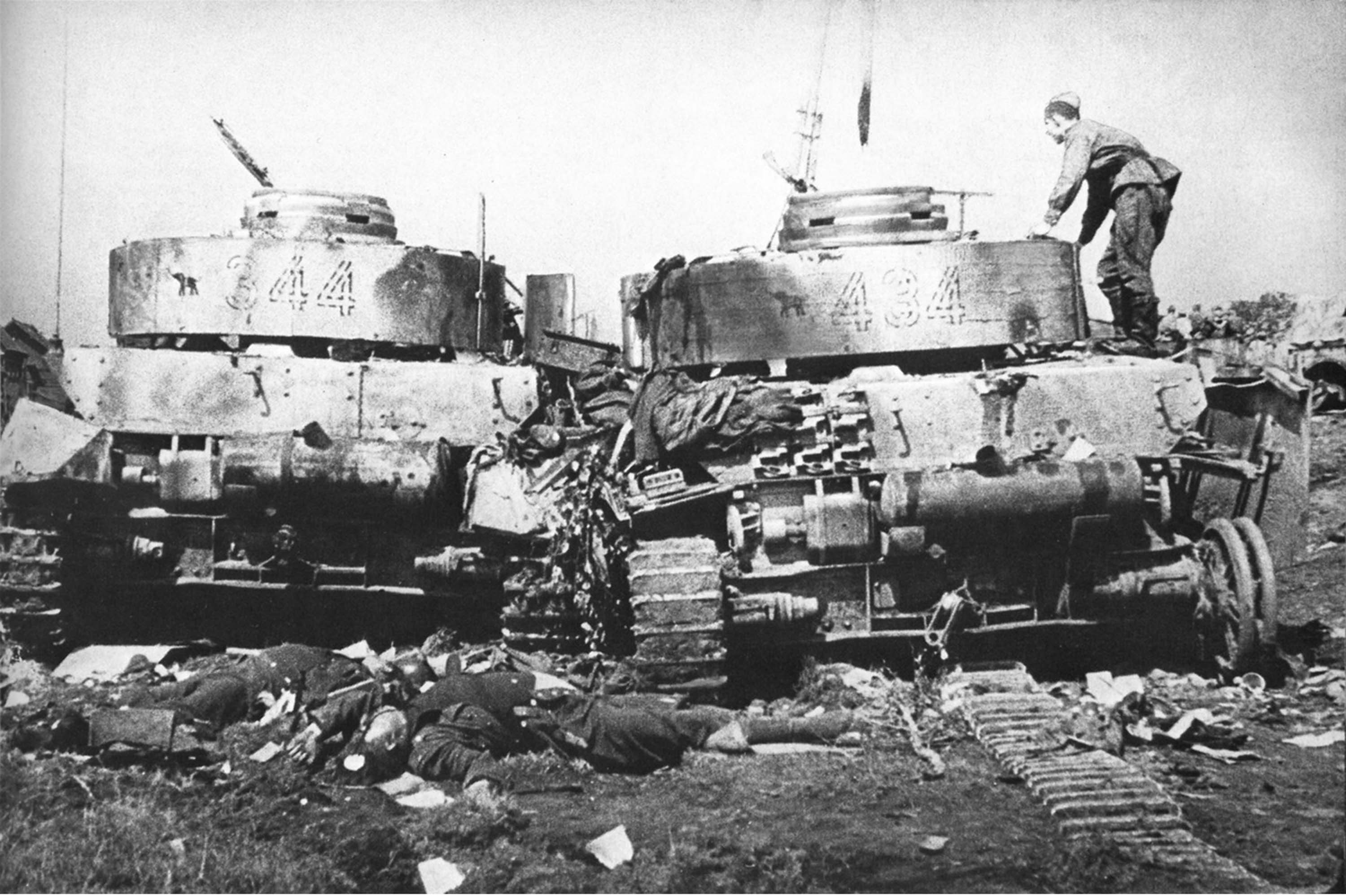
Các xe tăng Đức bị bắn hỏng gần Bobruysk

6 giờ sáng ngày 24 tháng 6, các tập đoàn quân 3 và 48 trên cánh phải hướng Bobruysk bắt đầu tấn công. Đúng như dự đoán của Bộ Tư lệnh mặt trận, dù đã sử dụng pháo binh với mật độ cao nhất để bắn phá dọn đường trong hơn 2 giờ nhưng cuộc tấn công của quân đội Liên Xô ở đây tiến triển khá chậm chạp. Các quân đoàn bộ binh 40, 41, 20 và cận vệ 3 đã vấp phải nhiều lớp rào phòng thủ của các sư đoàn bộ binh 6 và 36 (Đức) trải dài từ Kotyashovo (???) đến Lebedevka (???). Tướng Hans Jordan cũng điều Sư đoàn bộ binh 296 và một phần sư đoàn xe tăng 20 thiết lập tuyến phòng thủ phía sau từ Filipinovichi (???) đến Ryevka (???). Đến 12 giờ trưa ngày 24 tháng 6, các quân đoàn bộ binh 41 và 20 (Liên Xô) mới chiếm được 2 dải chiến hào đầu tiên của quân Đức sau những trận đánh vượt sông ác liệt và đẫm máu.
Để tăng tốc độ tấn công, tướng A. V. Gorbatov, tư lệnh Tập đoàn quân 3 đề nghị thực hiện ý đồ mà ông đã đề xuất tại cuộc họp bàn kế hoạch tác chiến của phương diện quân về việc đưa Quân đoàn xe tăng 9 vào đột phá trong dải tấn công của Quân đoàn bộ binh 35. Nguyên soái G. K. Zhukov ủng hộ ý kiến này. Ngày 25 tháng 6, Quân đoàn xe tăng 9 bắt đầu triển khai tấn công tại khu vực bàn đạp Novo Bykhov, bên sườn phải của Tập đoàn quân 3 (Liên Xô). Kết quả thu được còn vượt trên cả mong muốn của tướng K. K. Rokossovsky. Chỉ sau một ngày tấn công, Quân đoàn xe tăng 9 đã hoàn toàn đè bẹp sức kháng cự của Sư đoàn bộ binh 134 (Đức) và kéo lên phía Bắc với tốc độ tấn công lên đến hơn 50 km/ngày. Cuộc đột kích của Quân đoàn xe tăng 9 đã đặt toàn bộ cụm quân Đức đang phòng thủ tại phía Đông Nam Bobruysk và thế bị nửa hợp vây. Khi tướng Hans Jordan nhận ra nguy cơ và ra lệnh cho các sư đoàn bộ binh 6, 36, 296 và Sư đoàn xe tăng 20 rút về giữ Bobruysk thì đã quá muộn. Chiều ngày 26 tháng 6, chiếc cầu độc nhất qua sông Berezina ở Svisloch đã nằm trong tay Quân đoàn xe tăng 9. Con đường sắt từ Bobruysk di Mogilev bị cắt đứt.
Ngày 27 tháng 6, Tập đoàn quân 48 (Liên Xô) đã đổ quân sang hữu ngạn sông Dniepr tại khu vực Zhlobin và dồn ép quân Đức lên phía Bắc. Cùng ngày, Quân đoàn xe tăng cận vệ 1 đã tiến đến của ngõ phía Nam Bobruysk và đột kích vào thành phố, phối hợp với Quân đoàn xe tăng 9 từ phía Titovka (???) tấn công sang. Đòn đột kích tốc độ cao của Quân đoàn xe tăng 9 (Liên Xô) đã làm cho quân Đức hoàn toàn bất ngờ. Một trung sĩ của Sư đoàn xe tăng 20 (Đức) sau khi bị bắt làm tù binh đã khai:
| “                                                                             | Sư đoàn xe tăng 20 từ Bobruisk tiến theo đường cao tốc đến Rogachev để ngăn chặn cuộc tấn công của quân Nga. Nhưng chỉ mới đi được 30 km, chúng tôi đã nhận được thông báo rằng xe tăng Nga đã đánh chiếm ngôi làng Titovka ngay phía sau lưng chúng tôi. Chúng tôi chuyển hướng từ đường cao tốc sang một tuyến tỉnh lộ và đi về phía bắc để tránh bị bao vây. Nhưng lại nhận được kết cục trong các đầm lầy. Tại nơi chúng tôi đang bị mắc kẹt, cả pháo cũng như xe tăng đều bị sa lầy dưới làn đạn pháo và bom từ các máy bay Nga trút xuống. Chúng tôi bắt đầu hoảng sợ, các kíp lái bắt đầu cho xe tăng tháo chạy. Họ nấp vào các bụi cây nhưng vẫn không trốn được những loạt rốc két từ "Thần chết đen". Chỉ trong ngày hôm đó, chúng tôi đã mất một nửa quân số và các trang thiết bị | ” |
| — Alfred Fogen, trung sĩ lái xe thuộc Trung đoàn 59, Sư đoàn xe tăng 20 (Đức) | |   |

Ngày 28 tháng 6, Quân đoàn xe tăng cận vệ 1 bắt đầu đột kích vào Bobruysk. Hơn 70.000 quân Đức cùng nhiều vũ khí hạng nặng bị bao vây tại khu vực Đông nam Bobruysk.

### "Hỏa ngục" Bobruysk

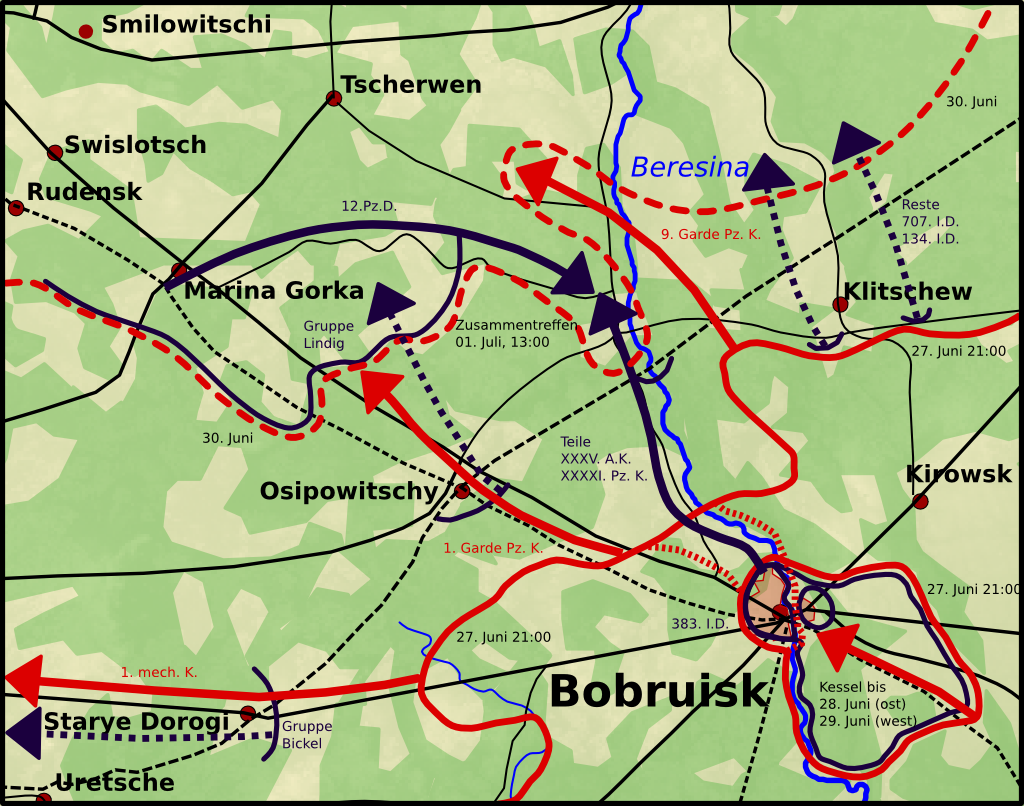
"Cái chảo" Bobruysk, 27 tháng 6 - 1 tháng 7 năm 1944.

Không bỏ phí thời gian, quân đội Liên Xô đã tiến hành thanh toán quân Đức tại Bobruysk bằng những trận mưa bom bão đạn với cường độ khủng kiếp. Khối quân Đức bị vây đã tìm mọi cách chạy thoát khỏi cái "chảo lửa" ở Bobruysk, hy vọng có thể cùng với Tập đoàn quân số 4 chống giữ khu vực Berezina và vùng ngoại ô Minsk, nhưng từng đám lính Đức trong tình trạng hỗn loạn đã kẹt cứng ở giao lộ tại Titovka và trở thành mục tiêu cho pháo binh và không quân Xô Viết. Chỉ có một số ít người may mắn thoát chết và chạy được về phía Tây Bắc của thành phố. Một đợt oanh kích quy mô lớn bởi 526 máy bay của Tập đoàn quân không quân số 16 (Liên Xô) đã gây ra nhiều thương vong cùng sự khủng khiếp và hoảng loạn trong hàng ngũ quân Đức. Một số nỗ lực phá vây tự phát được thực hiện ở khu vực bờ Đông sông Berezina trên một địa đoạn dài vài cây số, và quân đội Xô Viết trả lời những cuộc phá vây này cũng bằng những trận mưa đạn pháo. Không lâu sau đó, Tập đoàn quân số 9 tiếp tục bị giáng một đòn hủy diệt khi trụ sở cơ quan thông tin chủ yếu của nó bị san bằng trong một trận không kích. Ngày 26 tháng 6, Hitler huyền chức tướng Hans Jordan vì sai lầm của ông ta trong việc điều động Quân đoàn xe tăng 41. Liên tiếp bị tra tấn bởi những trận oanh tạc và pháo kích dữ dội, quân Đức dần dần rơi vào tình trạng hoảng loạn và mất tinh thần, nhiều người vứt bỏ cả vũ khí tìm cách chạy tháo thân về phía Tây. Từ giữa ngày 28 tháng 6, Tập đoàn quân số 48 (Liên Xô) bắt đầu tổng công kích từ nhiều hướng và nhanh chóng tiêu diệt phần lớn số quân bị vây trong chảo lửa Bobruysk.
Khác với những cuộc bao vây trước đó, quân đội Liên Xô không đưa ra tối hậu thư cho cụm quân Đức bị vây. Mục tiêu sâu xa của chiến dịch Bagration không cho phép làm như vậy. Và cũng khác với các cuộc bao vây trước đó, quân đội Liên Xô không dùng bộ binh và xe tăng để "nói chuyện" với quân Đức như trong các cuộc bao vây trước đó mà dùng không quân và pháo binh. Trong buổi chiều khủng khiếp ngày 28 tháng 6 năm 1944, Tập đoàn quân không quân 16 (Liên Xô) đã huy động toàn bộ số máy bay tiêm kích, cường kích và máy bay ném bom chiến thuật mà họ có trong tay. 134 máy bay tiêm kích Liên Xô tạo thành ba vòng yểm hộ trên không tại các độ cao từ 200 mét đến 3000 mét, đảm bảo an toàn không phận cho các máy bay cường kích và máy bay ném bom hoạt động. 175 máy bay ném bom Pe-2 thực hiện oanh tạc ở độ cao 1.200 mét đến 1.600 mét. Từ độ cao 200 mét đến 1.200 mét, 217 máy bay cường kích IL-2 và Tu-2 tấn công vào các mục tiêu "cứng". Phụ họa vào đó là các trận pháo kích của pháo binh thuộc Tập đoàn quân 48 (Liên Xô). Tập đoàn quân không quân 6 (Đức) bị chia năm xẻ bảy trên khắp chiến trường Byelorussia đã không thể có hành động đáng kể trên không để yểm hộ cho cánh quân Đức bị bao vây ở Đông Nam Bobruysk. Vài tốp Me-109 và Fw-190 với số lượng 4 đến 6 chiếc/tốp đã không thể vượt qua được hàng rào máy bay tiêm kích Liên Xô. Chỉ trong buổi chiều ngày 28 tháng 6, không quân Liên Xô đã ném xuống khu vực này 1.127 quả bom phá từ 50 đến 100 kg, 4.897 quả bom mảnh phá từ 10 đến 25 kg, 5.326 quả bom phá xe tăng, phóng 572 quả rốc két chống tăng, bắn 27.889 quả đạn pháo 37 mm và 45.440 viên đạn súng máy. Tất cả những điều đó tạo thành một cơn bão lửa mà không một ngòi bút nào có thể miêu tả được. Các phi công trinh sát Liên Xô đếm được khoảng 150 xe tăng, pháo tự hành, xe bọc thép, 1.000 súng pháo các cỡ, 6.000 ô tô, 300 xe xích và 3.000 xe ngựa bị phá hủy. Nhưng không ai có thể biết hết được những điều kinh khủng thực sự đã diễn ra trong cơn bão lửa đó. Sau khi được nghe các tướng K. K. Rokossovsky và S. I. Rudenko báo cáo về việc đã thanh toán cụm quân Đức bị vây tại khu vực Bobruysk, Nguyên soái G. K. Zhukov chỉ thốt lên: "Đó là một bản hợp xướng rùng rợn".
Nhằm cứu vãn tình thế, Bộ Tư lệnh tối cao lục quân Đức vội vã điều Sư đoàn xe tăng 12 của tướng Gerhard Müller từ khu vực Drogichin (Drahicyn) - Kobrin kéo tới giải vây. Ngày 30 tháng 6, từ khu vực phía Nam Pukhovichi, quân Đức tổ chức một cuộc tấn công phá vây với sự phối hợp của Sư đoàn xe tăng 12 với tàn quân của Sư đoàn xe tăng 20 trong vòng vây và đã mở được một đột phá khẩu tại khu vực của Sư đoàn bộ binh 356 (Liên Xô), giải cứu khoảng 10.000 quân Đức. Phần lớn số quân này đã lâm vào trạng thái hoảng loạn và không mang vũ khí. Số còn lại tiếp tục hứng chịu những trận oanh kích dữ dội của quân đội Liên Xô và cuối cùng đã phải đầu hàng. 2/3 quân số của Quân đoàn bộ binh 35 và Quân đoàn xe tăng 41 đã bỏ mạng trong các trận không kích và pháo kích của quân đội Liên Xô. Trong số quân kéo cờ trắng ra hàng có thiếu tướng Kurt-Jürgen Freiherr von Lützow, tư lệnh Quân đoàn bộ binh 35 (Đức).
Tình hình bi thảm của Tập đoàn quân số 9 trong cái "chảo lửa" Bobruysk đã được thiếu tướng Helmut Staedke, Tham mưu trưởng của tập đoàn quân báo cáo với chỉ huy lực lượng cứu viện, tướng Gerhard Müller như sau:
| “                | Rất mừng được gặp ông. Tập đoàn quân số 9 không còn tồn tại nữa. | ” |
| — Helmut Staedke |                                                                  |   |

Đúng như viên tham mưu trưởng này đã dự báo, ngày 1 tháng 7, Tổng hành dinh Quân đội Đức Quốc xã phải sáp nhập ba sư đoàn còn lại trong số 10 sư đoàn của tập đoàn quân này vào Tập đoàn quân 2 để bố trí phòng thủ tại tuyến Baranovichi - Pinsk. Từ ngày 3 tháng 7, nó không còn được gọi là Tập đoàn quân 9 nữa mà được gọi là Cụm quân Von Vormann, theo tên của viên tướng xe tăng Nikolaus von Vormann, người được Adolf Hitler cử lên thay thế tướng Hans Jordan. Tập đoàn quân 9 là tập đoàn quân Đức thứ hai bị xóa sổ trong Chiến dịch Bagration.

## Kết quả và đánh giá

### Kết quả
Chiến dịch Bobruysk đã đánh tan tác Tập đoàn quân số 9 của quân đội Đức Quốc xã, giúp quân đội Liên Xô thọc sâu hơn 100 cây số vào hậu tuyến quân Đức, tạo điều kiện thuận lợi cho các đợt tấn công kế tiếp theo hướng Minsk và Baranovichi. Đây là một thắng lợi lớn của quân đội Liên Xô, đạt được trong thời gian ngắn và trên quy mô lớn. Việc triển khai hiệu quả một lực lượng không quân lớn là một trong những yếu tố góp phần làm nên chiến thắng của quân đội Liên Xô trong trận đánh này.
Nhà báo Liên Xô, Vasily Semyonovich Grossman đã miêu tả về thương vong của quân Đức trong chiến dịch Bobruysk như sau:
| “                 | Dòng người bước qua các xác chết Đức. Hàng trăm hàng nghìn cái xác nằm đầy trên đường phố, hầm hào, mương rãnh, dưới các cây thông, trên các cánh đồng. Đôi khi xe phải cán qua các xác chết vì chúng nằm chật trên đất. | ” |
| — V. S. Grossman, | |   |

Các nguồn nghiên cứu của phương Tây ước tính, quân đội Đức Quốc xã tổn thất khoảng 70.000 người trong chiến dịch này, trong đó có khoảng 20.000 tù binh. Thiệt hại của quân đội Liên Xô được cho là dưới mức thông thường, chỉ khoảng 2% đến 2,5% quân số tham gia ban đầu tử trận. Điều quan trọng nhất là quân đội Liên Xô đã tạo ra được một bàn đạp thứ hai để tấn công vào Minsk từ phía Nam. Ở phía Bắc, Phương diện quân Byelorussia 3 đã đánh chiếm Borisov và việc họ tấn công vào Minsk chỉ còn có thể tính từng ngày. Trong khi đó, Tập đoàn quân 4 (Đức) cùng tàn quân của Tập đoàn quân xe tăng 3 và Tập đoàn quân 9 (Đức) vẫn đang cố chống giữ trên khu vực Logoysk (Lahoysk) - Kurgan (Kurhan) - Klichev - Pukhovichi, một "tứ giác" định mệnh đội với Tập đoàn quân này.

### Đánh giá
Điểm đặc sắc nhất của Chiến dịch Bobruysk là tướng K. K. Rokossovsky đã phá bỏ một số quy tắc quân sự thường được giảng dạy tại các học viện, nhà trường quân đội Liên Xô và được khuyến cáo áp dụng vào thực tiễn. Trước hết là việc bố trí cả hai mũi tấn công đều là hai mũi tấn công chính, có binh lực tương đương nhau trong khi lý thuyết quân sự phổ biến thường khuyến cáo dùng một mũi tấn công chính với binh lực mạnh hơn và một mũi phụ công (có thể đóng vai trò nghi binh) để phân tán lực lượng đối phương, bảo đảm cho hướng tấn công chính đạt được kết quả. Mặc dù ý tưởng đó không thực hiện được từ hai hướng tấn công chiến lược là Kovel và Bobruysk do thiếu phương tiện chuyển quân đường thủy nhưng tại một hướng chiến lược, K. K. Rokossovsky vẫn tổ chức tấn công bằng hai mũi đột phá cân đối. Hướng tấn công phía Tây sông Berezina được bố trí một tập đoàn quân mạnh hơn (Tập đoàn quân 28) "kèm cặp" một tập đoàn quân yếu hơn (Tập đoàn quân 65). Hướng tấn công phía Đông sông Berezina cũng có một tập đoàn quân mạnh (Tập đoàn quân 3) để hỗ trợ cho một tập đoàn quân yếu hơn (Tập đoàn quân 48). Nếu như trên bàn đạp Novo Bykhov - Rogachev, K. K. Rokossovsky dùng Quân đoàn xe tăng 9 do địa hình cho phép không phải vượt sông trong hành tiến thì tại hướng Ozarichi, ông cũng dùng Cụm kỵ binh-cơ giới có sức đột phá tương đương. Trên thực tế, Tập đoàn quân 9 (Đức) chỉ đủ lực lượng dự bị cơ động để chống lại một trong hai mũi tấn công này nên nếu một trong hai mũi đột kích bị cản phá thì mũi còn lại vẫn cứ hoàn thành nhiệm vụ của nó. Thật vậy, lúng túng trước hai mũi tấn công nguy hiểm tương đương nhau của Phương diện quân Byelorussia 1, trong suốt hai ngày Sư đoàn xe tăng 20 (Đức) đã không thể nào thực hiện được nhiệm vụ chặn kích của mình. Tại mỗi hướng đột phá, các tập đoàn quân mạnh hơn có chiều sâu nhiệm vụ xa hơn các tập đoàn quân kia và nó bảo đảm hình thành một vòng vây kép rất khó phá. Nếu không có sự sơ suất của thiếu tướng M. G. Makarov, sư đoàn trưởng Sư đoàn bộ binh 356 (Liên Xô) thì không một sĩ quan hay binh lính Đức nào có thể thoát khỏi vòng vây này một cách có tổ chức.
Một quy tắc thứ hai bị K. K. Rokossovsky phá bỏ là bộ binh luôn đi kèm xe tăng. Trong thực tế, việc bộ binh cơ giới tháp tùng xe tăng là để tiêu diệt những mục tiêu "mềm" của đối phương (chủ yếu là các khẩu đội pháo chống tăng) đe dọa tiêu diệt xe tăng. Không kể việc dùng xe tăng để yểm hộ kỵ binh là quy tắc được áp dụng ở hướng tấn công phía Tây sông Berezina thì ở phía Đông con sông này, Quân đoàn xe tăng 9 được lệnh tăng tốc lên phía trước để nhanh chóng khép vòng vây tại Titovka mà không cần chờ Quân đoàn bộ binh 35 bám theo sau. Một phần thành công của đòn đột kích táo bạo này chính là nhờ vào sáng kiến của A. V. Gorbatov. Nếu để Quân đoàn xe tăng 9 phải vượt sông Dniepr trong hành tiến tại khu vực Kostyashovo - Kolotsy dày đặc các công sự phòng thủ và các bãi mìn của quân Đức thì mũi đột kích cánh phải sẽ về đích chậm hơn và phần lớn Tập đoàn quân 9 (Đức) sẽ trốn thoát về Mogilev hoặc men theo sông Svisloch chạy về Minsk.
Điểm đặc sắc thứ hai của Chiến dịch Bobruysk là việc thanh toán cụm quân bị vây được giao cho không quân và pháo binh. Thông thường, các cuộc bao vây đòi hỏi nhiều binh lực và phương tiện để thanh toán cánh quân bị vây. Trong khi đó, tại Byelorussia, việc tấn công nhanh hay chậm một ngày, đôi khi chỉ một giờ cũng làm cho tình hình mặt trận thay đổi, các tình huống đã dự kiến bị đảo lộn và làm xuất hiện nguy cơ phá vỡ kế hoạch định trước. Chính vì vậy mà ngay cả Đại bản doanh và Bộ Tổng tham mưu quân đội Liên Xô cũng cân nhắc xem có nên mở các chiến dịch hợp vây bộ phận ở hai bên sườn hay không. Tuy nhiên, khi xét thấy không đủ phương tiện để thực hiện một "cái chảo lớn", STAVKA và Bộ Tổng tham mưu của nó vẫn quyết định cần chia cắt, bao vây từng bộ phận quân Đức trước khi thực hiện một vòng vây lớn. Nhưng nếu quá tập trung vào các chiến dịch bao vây bộ phận, quân Đức sẽ có thêm thời gian để điều động các lực lượng tuyến sau ra tăng cường phòng thủ tuyến trước và chiến dịch chính sẽ kéo dài. Trên thực tế, ba sư đoàn bộ binh và các sư đoàn xe tăng 5, 12 (Đức) đã được điều động. Vì vậy, sau khi khép vòng vây, các quân đoàn bộ binh ở thê đội 2, các quân đoàn xe tăng 9 và cận vệ 1 cùng cụm kỵ binh - cơ giới Liên Xô đã không dừng lại mà vọt tiến lên phía trước, tăng thêm chiều sâu tấn công và mở rộng hợp lý ở hai bên sườn, tạo đà cho giai đoạn tiếp theo. Việc thanh toán cánh quân Đức bị bao vây do không quân Liên Xô làm chủ lực, có pháo binh hỗ trợ.
Đối với thất bại của quân đội Đức Quốc xã, ngoài nguyên nhân thiếu lực lượng phòng thủ còn có nguyên nhân về điều động binh lực. Các tướng lĩnh Đức đều biết về ưu thế binh lực và phương tiện của quân đội Liên Xô trong chiến dịch này nhưng vẫn cố giữ một cung lồi rất rộng có chiều dài tổng cộng trên dưới 800 km chính diện, không kể vùng ven đầm lầy Polesya ở phía Nam. Trong khi đó, hầu hết binh lực mạnh nhất đều dồn ra tuyến đầu khiến tuyến phòng thủ phía sau hầu như không có lực lượng dự bị đáng kể. Cả ba tập đoàn quân Đức phòng thủ tại hướng Đông Byelorussya chỉ còn 2 sư đoàn xe tăng của Quân đoàn xe tăng 39 làm lực lượng dự bị trong phòng ngự cơ động. Do đó, khi lực lượng này đã được điều hướng Borisov để chống lại Phương diện quân Byelorussia 3 thì trên hướng Bobruysk, thống chế Walter Model chỉ còn trông cậy vào các sư đoàn xe tăng ở sâu phía sau Minsk. Tuy nhiên, việc điều động các sư đoàn này cần có thời gian trong khi tình huống mặt trận thay đổi từng ngày, từng giờ. Cụm quân bảo vệ hậu phương mặt trận của tướng Friedrich Gustav Bernhard tuy đông nhưng ô hợp, thiếu cả kinh nghiệm chiến đấu lẫn phương tiện tăng cường nên không thể là lực lượng có sức nặng trong chiều sâu tác chiến phòng ngự trên hướng Bobruysk. Khi xe tăng và kỵ binh Liên Xô nhanh chóng đột phá đến hậu cứ của các quân đoàn Đức đang phòng ngự ở tuyến trước thì những lực lượng bảo vệ hậu phương này còn tan vỡ trước khi quân đội Liên Xô khép vòng vây quanh chủ lực của Tập đoàn quân 9 (Đức). Ngay cả khi Adolf Hitler nổi cơn thịnh nộ thay thế tướng Hans Jordan bằng tướng Nikolaus von Vormann thì số phận của Tập đoàn quân 9 (Đức) đã được an bài.

## Tưởng niệm và ghi công
20 đơn vị Hồng quân có thành tích chiến đấu xuất sắc trong chiến dịch này đã được trao thưởng danh hiệu "Bobruysk".

### Tiếng Nga
- История Второй мировой войны 1939—1945, т. 9, М., 1978 (Lịch sử Chiến tranh thế giới thứ hai 1939-1945, tập 9, Moskva 1978)
- История Великой Отечественной войны Советского Союза 1941—1945, т. 4, М., 1962 (Lịch sử cuộc chiến tranh vệ quốc vĩ đại của Liên Xô 1941-1945, tập 4, Moskva 1962)
- Рокоссовский, Константин Константинович. Солдатский долг. — М.: Воениздат, 1988
- Яковлев, Николай Дмитриевич. Об артиллерии и немного о себе. — М.: Высшая школа, 1984
- Телегин, Константин Федорович. Войны несчитанные вёрсты. — М., Воениздат, 1988.
- Батов, Павел Иванович. В походах и боях. — М.: Воениздат, 1974.
- Горбатов, Александр Васильевич. Годы и войны. — М.: Воениздат, 1989.
- Минасян М. М. Победа в Белоруссии. Пятый сталинский удар. — М.: Воениздат МВС СССР, 1952.
- Андреев, Андрей Матвеевич. Андреев, Андрей Матвеевич. От первого мгновения — до последнего. — М.: Воениздат, 1984.
- Руденко, Сергей Игнатьевич. Крылья Победы. — М.: Международные отношения, 1985.
- Пруссаков Г. К., Васильев А. А., Иванов И. И., Лучкин Ф. С., Комаров Г.О. Военно-исторический очерк о боевом пути 16-й воздушной армии (1942-1945). — М.: Воениздат, 1973.
- Севрюгов, Сергей Николаевич. Так это было... — М.: Воениздат, 1957.
- Фуллер, Джон Фредерик Чарлз. Вторая мировая война 1939-1945 гг. Стратегический и тактический обзор. — М.: Иностранная литература, 1956.
- Освобождение Белоруссии 1944, 2 изд., М., 1974 (Giải phóng Byelorussia, 1944. Ấn bản lần thứ hai, Moskva 1974)
- Болдырев П. С. Бобруйская операция, М., 1945 (P. S. Boldyrev. Giải phóng Bobruysk. Moskva 1945)

### tiếng Anh
- Adair, P. Hitler's Greatest Defeat: The collapse of Army Group Centre, June 1944, Weidenfeld Military, 1994, ISBN 1-85409-232-4
- V. V. Larionov, N. V. Eronin, B. G. Soloviev, V. I. Tikhomovich. World war II - Decisive Battle of the Soviet Army. Progress Publishers. Moscow. 1984.
- Beevor, Antony and Vinogradova, Luba (eds), A Writer at War: Vasily Grossman with the Red Army, Pimlico, 2006, ISBN 978-1-84595-015-6
- Dunn, W. Soviet Blitzkrieg: The Battle for White Russia, 1944, Lynne Riener, 2000, ISBN 978-1-55587-880-1
- Glantz, D.M. Belorussia 1944 — The Soviet General Staff Study
- Mitcham, S. German Defeat in the East, 1944-5, Stackpole, 2007
- Niepold, G., translated by Simpkin, R., Battle for White Russia: The destruction of Army Group Centre June 1944, Brassey's, London, 1987, ISBN 0-08-033606-X
- Sebag Montefiore, S. Stalin: The Court of the Red Tsar, Phoenix, London, 2004, ISBN 0-7538-1766-7
- Zaloga, S. Bagration 1944: The Destruction of Army Group Centre, Osprey Publishing, 1996, ISBN 978-1-85532-478-7
- William M. Connor. Analisys of deep attack operations - Operation Bagration, Belorussia, 22 June - ngày 29 tháng 8 năm 1944. Kansat. March 1987.

### tiếng Việt
- G. K. Zhukov. Nhớ lại và suy nghĩ. Tập 3. Nhà xuất bản Quân đội nhân dân. Hà Nội. 1987.
- S. M. Stemenko. Bộ Tổng tham mưu Xô Viết trong chiến tranh. Tập 1. Nhà xuất bản Tiến Bộ. Moskva. 1985.

### Ngôn ngữ khác
- Paul Carell (trad. Raymond C. Albeck, ill. cartes de jean Thier), Les russe déferlent: septembre 1943 - août 1944 [« Verbrannte Erde »], Paris, J’ai lu, coll. « J’ai lu leur aventure » (no A230), 1968 année première édition=, poche, 320 p. (tiếng Pháp).
- Rolf Hinze: Ostfrontdrama 1944 — Rückzugskämpfe der Heeresgruppe Mitte: Motorbuchverlag Stuttgart. 1988. (tiếng Đức)